# Jesse Byock
Jesse Byock (n. 1945) es un profesor de estudios escandinavos medievales y nórdico antiguo en el departamento de lenguas germánicas de la Universidad de California, Los Angeles (UCLA) y profesor en el Instituto Cotsen de Arqueología. Dirige el Proyecto Arqueológico de Mosfell en Islandia, y enseña nórdico antiguo e islandés. También ha colaborado con la BBC para series documentales históricas sobre las sagas y los vikingos. Doctor en Filosofía (Ph.D.) por la Universidad de Harvard, desarrolló sus estudios en Islandia, Suecia y Francia. El profesor Byock es un especialista en estudios relacionados con el Atlántico Norte, los vikingos y la Islandia medieval, y su trabajo recibe becas de la National Endowment for the Humanities (Fundación Nacional para las Humanidades, NEH), Fundación Fulbright y John Simon Guggenheim Memorial Foundation.
El profesor Byock defiende que la narrativa de las sagas nórdicas no sigue un sintagma fijo de la literatura, sino un patrón vital de la Islandia medieval durante la era de las sagas, de forma variable como en la vida real: conflicto, defensa y resolución, tres características que él denomina «feudemes». Como referente principal para la comprensión del estilo y contexto de las sagas islandesas, la obra del profesor Byock relacionada con la Islandia medieval (Medieval Iceland: Society, Sagas, and Power, 1990) está considerada excepcional.

## Publicaciones
Jesse Byock ha traducido al inglés varias sagas nórdicas. También ha escrito numerosos artículos para jornales y libros sobre mitología nórdica, la historia de la Mancomunidad Islandesa, la Era vikinga y Edad Media en Islandia. Entre las obras más importantes se encuentran:
- Medieval Iceland: Society, Sagas, and Power (1990), University of California Press, ISBN 0520069544
- Feud in the Icelandic Saga (1993), University of California Press, ISBN 0520082591
- The Saga of King Hrolf Kraki (1999), Penguin Classics, ISBN 014043593X
- The Saga of the Volsungs (2000), Penguin Classics, ISBN 0140447385
- Viking Age Iceland (2001), Penguin Books, ISBN 0141937653
- The Prose Edda: Norse Mythology (2006), Penguin Classics, ISBN 0140447555
- Sagas and Myths of the Northmen (2006), Penguin Classics, ISBN 0141026413
- Grettir's Saga (2009), Oxford University Press, ISBN 019280152X
- Viking Language 1 Learn Old Norse, Runes, and Icelandic Sagas (2013), ISBN 1480216445